# Aeroportul Dong Hoi
Aeroportul Dong Hoi (Sân bay Đồng Hới) este un aeroport în estul districtului Dong Hoi din Quang Binh, Vietnam. Este nodul principal pentru Vietnam Airlines. Inaugurat în anul 2008, este situat la 6 km nord de orasul Dong Hoi, pe o suprafață de 173 ha. Dispune de o pistă de 2.400 m lungime și 40 m lățime - beton.

## Linii aeriene
- Vietnam Airlines (Hanoi, Ho Și Min (oraș))